# Мазур, Иван Иванович
Иван Иванович Мазур — зам. министра строительства предприятий нефтяной и газовой промышленности СССР (1985—1991), лауреат Государственной премии СССР (1991).

## Биография
Родился 1 января 1948 г. в г. Малин Житомирской области.
Окончил Краснолукскую среднюю школу Луганской области, Луганский железнодорожный техникум по специальности «Транспортное строительство», Киевский инженерно-строительный институт по специальности «Промышленное и гражданское строительство» (1970), Академию народного хозяйства при Совете Министров СССР (1983).
После окончания техникума работал мастером на объектах черной металлургии и угольной промышленности, затем служил в армии.
- 1970—1980 — главный инженер, затем управляющий треста «Мегионгазстрой» Главтюменнефтегазстроя (Нижневартовск);
- 1980—1981 — начальник Всесоюзного ПО «Союзтранспрогресс»;
- 1981—1985 — начальник Главтрубопроводстроя, член Коллегии Министерства строительства предприятий нефтяной и газовой промышленности (Миннефтегазстроя) СССР;
- 1985—1991 — заместитель министра строительства предприятий нефтяной и газовой промышленности СССР (курировал вопросы строительства и внешнеэкономической деятельности), зам. председателя правления Государственного концерна нефтегазового строительства;
- 1991—1996 вице-президент государственной компании «Нефтегазстрой», затем — РАО «Роснефтегазстрой»;
- с 1996 г. — председатель Совета директоров РАО «Роснефтегазстрой»;
- 1998—2007 — президент, председатель Правления ОАО «РАО „Роснефтегазстрой“».

Руководил строительством газопровода «Уренгой — Помары — Ужгород», газотранспортной системы «Ямбург-Центр» и других магистральных газопроводов.
Доктор технических наук (1991), профессор. Тема докторской диссертации: «Научные основы инженерно-экологического обеспечения нефтегазового строительства на Крайнем Севере».
Автор более 200 научных работ, в том числе 12 монографий и учебников.
Получил авторские свидетельства на 18 изобретений.
Декан факультета «Инженерная экология» в Московском университете инженерной экологии; главный редактор журналов «Экология России» и «Нефтегазовое строительство».

## Признание
Лауреат Государственной премии СССР (1991) (за комплекс работ по блочно-комплектному строительству уникальных нефтегазовых объектов в сложных природно-климатических условиях). Заслуженный строитель Российской Федерации (1995). Награждён орденами Октябрьской Революции (1985), Трудового Красного Знамени (1978), «Знак Почёта» и медалями.
Жена — Мазур (Ильинская) Елена Васильевна (род.04.11.1958), доктор физико-математических наук. Сыновья — Мазур Александр Иванович (1977 г.р.), кандидат технических наук; Мазур Иван Иванович (1984 г.р.), королевский стипендиат Итонского колледжа (Виндзор, Великобритания).

## Работы
- Инженерная экология = Engineering ecology : Общ. курс: В 2 т. / И. И. Мазур, О. И. Молдаванов, В. Н. Шишов ; Под общ. ред. И. И. Мазура. - М. : Высш. шк., 1996-. - 25 см. . 1: Теоретические основы инженерной экологии. - М. : Высш. шк., 1996. - 636,[1] с. : ил.; ISBN 5-06-003406-2  Т. 2: Справочное пособие. - М. : Высш. шк., 1996. - 654,[1] с.; ISBN 5-06-003407-0
- Энергия будущего = Energy of the future / Иван Мазур. - Москва : ЕЛИМА, 2006. - 823 с. : ил., портр., цв. ил., портр.; 30 см.; ISBN 89674-020-4 : 3000 экз.
- Нефть и газ. Мировая история / Иван Мазур. - Москва : Земля и человек XXI век, 2004. - 890 с. : цв. ил., портр.; 28 см.; ISBN 978-5-98738-061-1
- Экология строительства объектов нефтяной и газовой промышленности / И. И. Мазур. - М. : Недра, 1991. - 278,[1] с. : ил.; 22 см.; ISBN 5-247-02316-6
- Инженерно-экологические решения в практике строительства нефтегазовых объектов / И. И. Мазур. - М. : Недра, 1990. - 155,[3] с. : ил.; 20 см.; ISBN 5-247-02743-4
- Экология нефтегазового комплекса : Наука. Техника. Экономика / И. И. Мазур. - М. : Недра, 1993. - 493,[1] с. : ил.; 23 см.; ISBN 5-247-03467-8
- Основы охраны окружающей среды при строительстве нефтегазовых объектов : [Учеб. по спец. нефтегазового стр-ва] / И. И. Мазур, В. Н. Шишов. - М. : Недра, 1992. - 149,[1] с.; 20 см. - (СО. Среднетехническое образование).; ISBN 5-247-02593-8
- Конструктивная надежность и экологическая безопасность трубопроводов / И. И. Мазур, О. М. Иванцов, О. И. Молдаванов. - М. : Недра, 1990. - 262,[1] с. : ил.; 21 см.; ISBN 5-247-00709-3